# Sophta submacaroides
Sophta submacaroides là một loài bướm đêm trong họ Noctuidae.